# Yan Guili
Yan Guili, Chinees: 严桂丽, (16 februari 1955, China) is een voormalig Chinees professioneel tafeltennisster. Yan is haar achternaam. Haar naam wordt ook wel geschreven als Yen Kuei-li.
Zij won vier medailles op de wereldkampioenschappen tafeltennis tussen 1977 en 1981.

## Belangrijkste resultaten
- WK
  -  Zilver in het vrouwen dubbelspel in 1979 in Pyongyang met Ge Xinai.
  -  Zilver in het gemengd dubbelspel in 1979 in Pyongyang met Li Zhenshi.
  -  Brons in het gemengd dubbelspel in 1977 in Birmingham met Li Zhenshi.
  -  Brons in het vrouwen dubbelspel in 1981 in Novi Sad met Huang Junqun.